# Europameisterschaften der Rhythmischen Sportgymnastik 1978
Die I. Europameisterschaften der Rhythmischen Sportgymnastik fanden zwischen dem 10. und 12. Oktober 1978 in Madrid, Spanien statt. Insgesamt wurden fünf Disziplinen absolviert: Team, Einzelmehrkampf und die Gerätefinals mit dem Seil, Band und dem Ball.

## Ergebnisse

### Einzelmehrkampf

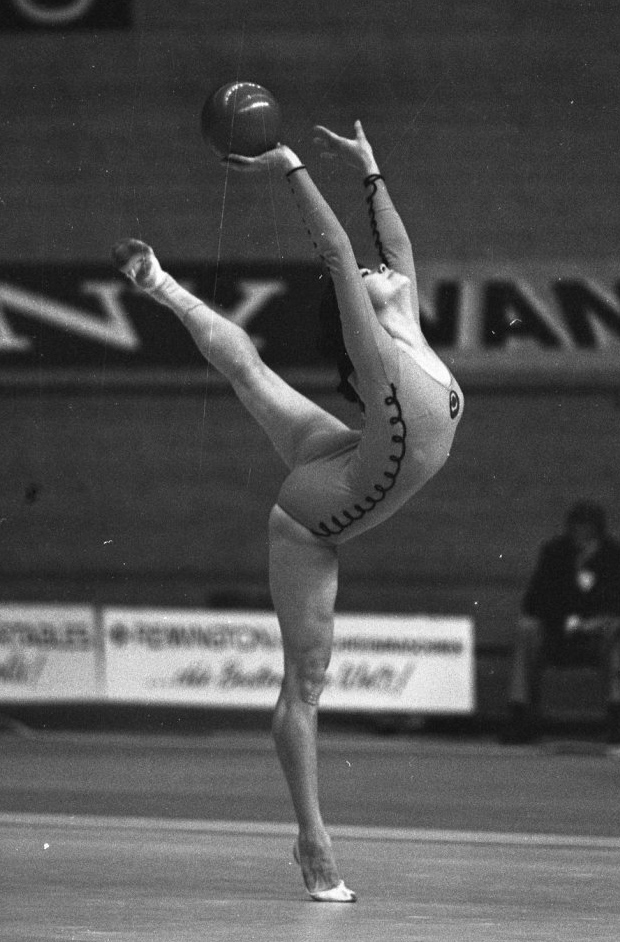
Galima Schugurowa (URS): Erste Europameisterin im Einzelmehrkampf, am Seil und mit dem Band

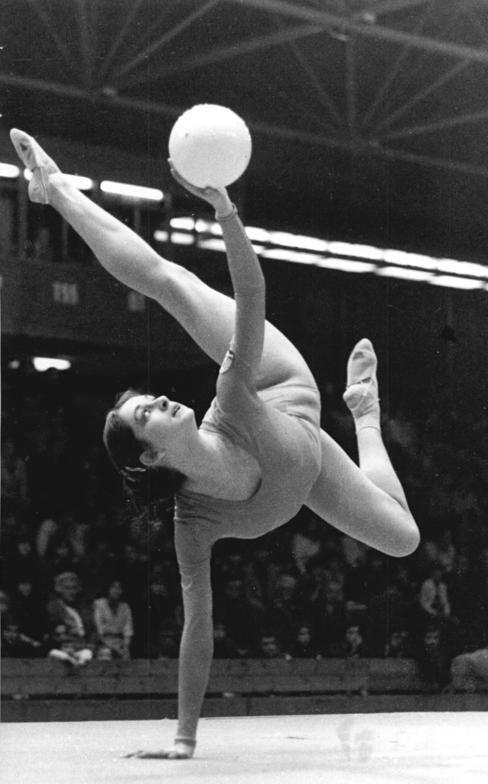
Susanne Ebert (GDR), Platz 11 im Einzelmehrkampf, erreichte das Finale mit dem Band

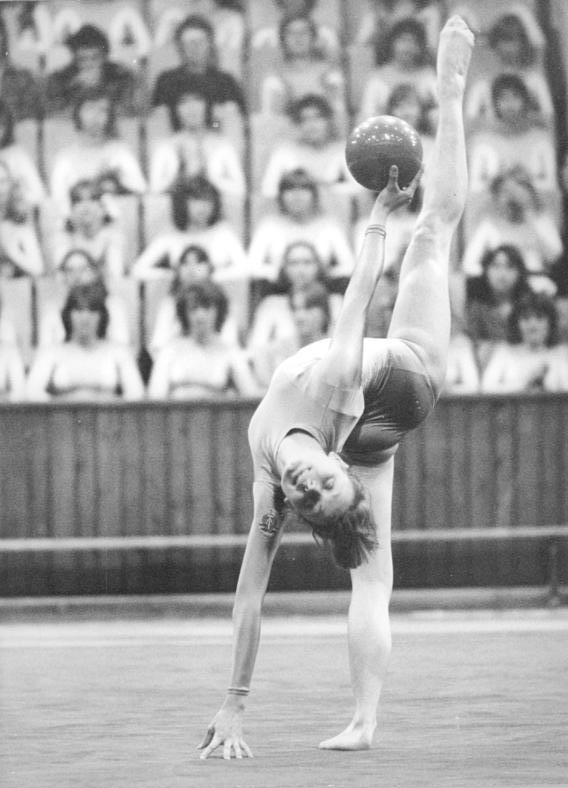
Sabine Ploetz (GDR), Platz 10 im Einzelmehrkampf

Zur Ermittlung des Gesamtstandes wurden die Punkte aus den Teildisziplinen Seil, Ball und Band zusammenaddiert.

Die besten acht Athletinnen in den Teildisziplinen (hier kursiv hervorgehoben) bestritten die Gerätefinals.
| Platz | Land                            | Athletin            | Seil  | Ball  | Band  | Gesamt |
| ----- | ------------------------------- | ------------------- | ----- | ----- | ----- | ------ |
| 1     | Sowjetunion                     | Galima Schugurowa   | 9,550 | 9,750 | 9,600 | 28,900 |
| 2     | Sowjetunion                     | Iryna Derjugina     | 9,550 | 9,700 | 9,400 | 28,650 |
| 3     | Spanien                         | Susana Mendizabal   | 9,350 | 9,300 | 9,400 | 28,050 |
| 4     | Tschechoslowakei                | Daniela Bosanska    | 9,300 | 9,150 | 9,550 | 28,000 |
| 4     | BR Deutschland                  | Carmen Rischer      | 9,250 | 9,450 | 9,300 | 28,000 |
| 6     | Bulgarien                       | Iliana Raeva        | 9,350 | 9,200 | 9,400 | 27,950 |
| 7     | Bulgarien                       | Christine Gurova    | 9,450 | 9,450 | 8,900 | 27,800 |
| 8     | Tschechoslowakei                | Iveta Havlickova    | 9,300 | 9,450 | 8,950 | 27,700 |
| 9     | Polen                           | Slavomira Sobkovska | 9,100 | 9,300 | 9,250 | 27,650 |
| 10    | Deutsche Demokratische Republik | Sabine Ploetz       | 9,250 | 9,200 | 9,050 | 27,500 |
| 11    | Deutsche Demokratische Republik | Susanne Ebert       | 9,000 | 9,200 | 9,150 | 27,350 |
| 12    | Spanien                         | Sonia Conde         | 9,100 | 9,050 | 9,150 | 27,300 |
| 13    | Niederlande                     | Joke de Boer        | 9,150 | 9,000 | 8,800 | 26,950 |
| 14    | BR Deutschland                  | Regina Weber        | 8,800 | 9,150 | 8,850 | 26,800 |
| 15    | Polen                           | Dorota Leonard      | 9,100 | 9,000 | 8,650 | 26,750 |
| 16    | Ungarn                          | Anna Molnar         | 8,950 | 8,850 | 8,850 | 26,650 |
| 17    | Niederlande                     | Yolanda Sap         | 9,050 | 8,800 | 8,600 | 26,450 |
| 18    | Jugoslawien                     | Jasna Radosavljevic | 8,800 | 8,950 | 8,650 | 26,400 |
| 19    | Italien                         | Cristina Cammelli   | 8,600 | 8,850 | 8,700 | 26,150 |
| 20    | Ungarn                          | Gyorgyi Kovacs      | 8,750 | 9,050 | 8,200 | 26,000 |
| 21    | Italien                         | Isabelle Zumino     | 8,700 | 8,600 | 8,650 | 25,950 |
| 22    | Schweiz                         | Suzanne Müller      | 8,600 | 8,750 | 8,550 | 25,900 |
| 23    | Frankreich                      | Catherine Feraud    | 8,600 | 8,450 | 8,800 | 25,850 |
| 23    | Schweden                        | Anna Janson         | 8,800 | 8,300 | 8,750 | 25,850 |
| 25    | Vereinigtes Königreich          | Sharon Taylor       | 8,400 | 8,400 | 8,350 | 25,150 |
| 25    | Österreich                      | Ursula Wicklicki    | 8,300 | 8,600 | 8,250 | 25,150 |
| 27    | Norwegen                        | Jane Bergersen      | 8,400 | 8,250 | 8,450 | 25,100 |
| 28    | Finnland                        | Riitta Immonen      | 8,450 | 8,200 | 8,250 | 24,900 |
| 28    | Schweiz                         | Susanne Zimmermann  | 8,600 | 8,000 | 8,300 | 24,900 |
| 30    | Österreich                      | Monika Bachmann     | 8,100 | 8,350 | 8,250 | 24,700 |
| 31    | Frankreich                      | Marielle Dacarpigny | 8,050 | 8,400 | 8,200 | 24,650 |
| 31    | Norwegen                        | Marianne Reme       | 8,350 | 7,950 | 8,350 | 24,650 |
| 33    | Vereinigtes Königreich          | Judith Robertson    | 8,200 | 8,350 | 8,050 | 24,600 |
| 34    | Schweden                        | Marie Ahrling       | 7,750 | 8,500 | 8,250 | 24,500 |
| 34    | Finnland                        | Leila Jaaskelainen  | 8,000 | 8,250 | 8,250 | 24,500 |
| 36    | Dänemark                        | Mia Herskind        | 8,250 | 8,300 | 7,850 | 24,400 |
| 36    | Portugal                        | Maria João Falcão   | 7,900 | 8,400 | 8,100 | 24,400 |
| 38    | Dänemark                        | Mette Lyngholm      | 8,150 | 8,350 | 7,850 | 24,350 |
| 39    | Belgien                         | Fabienne Aelterman  | 7,900 | 8,100 | 8,300 | 24,300 |
| 40    | Belgien                         | Claire Audenaarde   | 8,200 | 7,900 | 7,300 | 23,400 |

### Gerätefinals

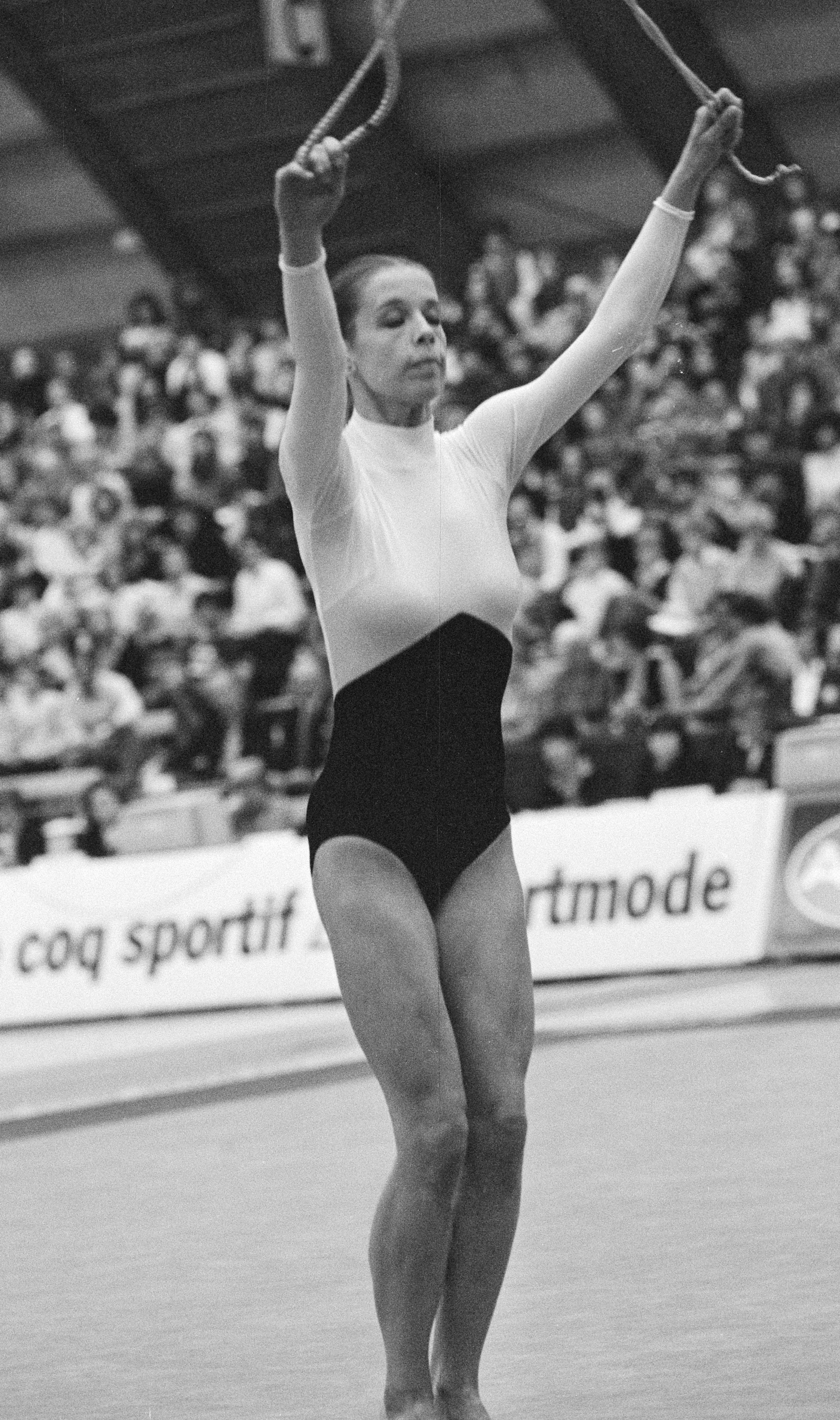
Regina Weber (FRG) erreichte Platz 14 im Einzelmehrkampf

In allen drei Gerätefinals wurden die Teilergebnisse aus dem Einzelmehrkampf als Vornote herangezogen.
| Platz | Land             | Athletin          | Vornote | Punkte | Gesamt |
| ----- | ---------------- | ----------------- | ------- | ------ | ------ |
| 1     | Sowjetunion      | Galima Schugurowa | 9,550   | 9,750  | 19,300 |
| 2     | Sowjetunion      | Iryna Derjugina   | 9,550   | 9,650  | 19,200 |
| 3     | Bulgarien        | Christine Gurova  | 9,450   | 9,600  | 19,050 |
| 4     | Tschechoslowakei | Daniela Bosanska  | 9,300   | 9,500  | 18,800 |
| 4     | Spanien          | Susana Mendizabal | 9,350   | 9,450  | 18,800 |
| 4     | Bulgarien        | Iliana Raeva      | 9,350   | 9,450  | 18,800 |
| 7     | BR Deutschland   | Carmen Rischer    | 9,250   | 9,500  | 18,750 |
| 8     | Tschechoslowakei | Iveta Havlickova  | 9,300   | 9,400  | 18,700 |

| Platz | Land             | Athletin            | Vornote | Punkte | Gesamt |
| ----- | ---------------- | ------------------- | ------- | ------ | ------ |
| 1     | Sowjetunion      | Iryna Derjugina     | 9,700   | 9,900  | 19,600 |
| 2     | Sowjetunion      | Galima Schugurowa   | 9,750   | 9,800  | 19,550 |
| 3     | Bulgarien        | Christine Gurova    | 9,450   | 9,600  | 19,050 |
| 4     | Tschechoslowakei | Iveta Havlickova    | 9,450   | 9,500  | 18,950 |
| 5     | BR Deutschland   | Carmen Rischer      | 9,450   | 9,300  | 18,750 |
| 6     | Bulgarien        | Iliana Raeva        | 9,200   | 9,500  | 18,700 |
| 7     | Spanien          | Susana Mendizabal   | 9,300   | 9,350  | 18,650 |
| 8     | Polen            | Slavomira Sobkovska | 9,300   | 9,200  | 18,500 |

| Platz | Land                            | Athletin            | Vornote | Punkte | Gesamt |
| ----- | ------------------------------- | ------------------- | ------- | ------ | ------ |
| 1     | Sowjetunion                     | Galima Schugurowa   | 9,600   | 9,600  | 19,200 |
| 2     | Tschechoslowakei                | Daniela Bosanska    | 9,550   | 9,500  | 19,050 |
| 2     | Sowjetunion                     | Iryna Derjugina     | 9,400   | 9,650  | 19,050 |
| 4     | Spanien                         | Susana Mendizabal   | 9,400   | 9,400  | 18,800 |
| 5     | Bulgarien                       | Iliana Raeva        | 9,400   | 9,350  | 18,750 |
| 6     | BR Deutschland                  | Carmen Rischer      | 9,300   | 9,400  | 18,700 |
| 7     | Polen                           | Slavomira Sobkovska | 9,250   | 9,300  | 18,550 |
| 8     | Deutsche Demokratische Republik | Susanne Ebert       | 9,150   | 9,250  | 18,400 |

### Gruppe
Der Wettkampf beinhaltete einen Vorkampf und ein Finale. Die acht besten Mannschaften des Vorkampfes bestritten das Finale. Für das Gesamtresultat wurden die Punkte, die bei Vorkampf und Finale erzielt wurden, zusammenaddiert.
| Platz | Land                   | Punkte |
| ----- | ---------------------- | ------ |
| 1     | Bulgarien              | 38,625 |
| 2     | Sowjetunion            | 38,600 |
| 3     | Tschechoslowakei       | 38,425 |
| 4     | Spanien                | 37,900 |
| 5     | Italien                | 36,750 |
| 6     | Niederlande            | 35,775 |
| 7     | Norwegen               | 35,450 |
| 8     | Schweiz                | 34,400 |
| 9     | Finnland               | 16,125 |
| 10    | Belgien                | 15,975 |
| 11    | Vereinigtes Königreich | 15,900 |

## Medaillenspiegel
| Medaillenspiegel |                  |      |        |        |        |
| Platz            | Land             | Gold | Silber | Bronze | Gesamt |
| 1                | Sowjetunion      | 4    | 5      | 0      | 9      |
| 2                | Bulgarien        | 1    | 0      | 2      | 3      |
| 3                | Tschechoslowakei | 0    | 1      | 1      | 2      |
| 4                | Spanien          | 0    | 0      | 1      | 1      |